# 蘇特拉河

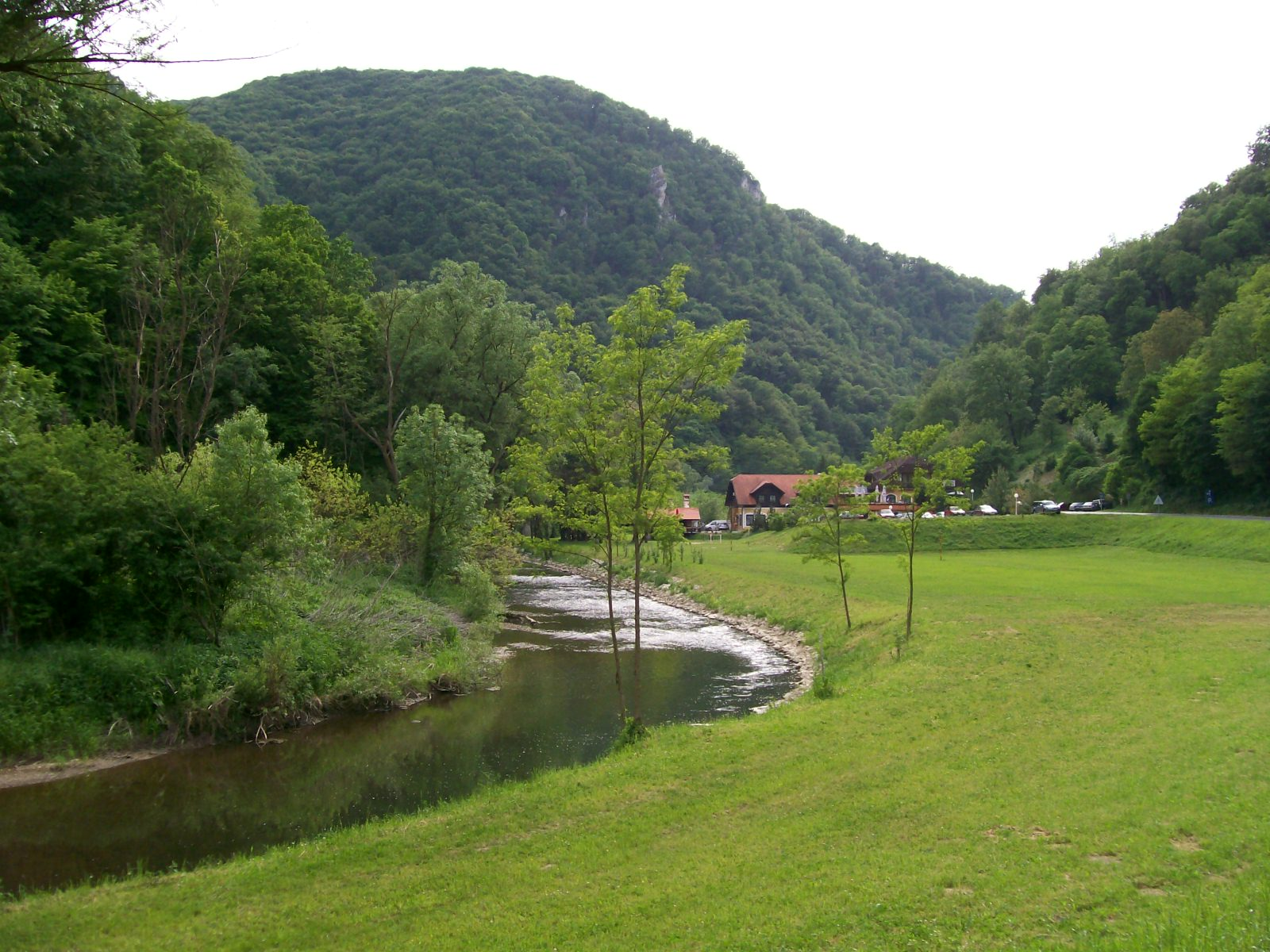

蘇特拉河，又称为索特拉河，是歐洲中部的河流，流經斯洛文尼亞和克羅地亞，屬於薩瓦河的左支流，河道全長89公里，流域面積584平方公里，最終在扎普雷希奇以西5公里注入薩瓦河。